# Belo Cipriani
Belo Miguel Cipriani (Guatemala, 21 de junio de 1980) es un escritor, editor y empresario estadounidense de las Ciudades Gemelas de Minnesota. Es el fundador de Oleb Media, una empresa de inclusión digital, y de la editorial sobre discapacidad Oleb Books. También es activista en favor de las comunidades LGBT, de personas con discapacidad y de minorías culturales. Cipriani ha sido columnista de publicaciones como Bay Area Reporter, San Francisco Chronicle y Huffington Post, entre otras. Es el autor de Blind: A Memoir (2011), que detalla los primeros dos años de su recuperación después de ser atacado y golpeado en el Distrito Castro de San Francisco, California, en 2007. Además, Cipriani es el portavoz oficial de Guide Dogs For the Blind y fue nombrado «Mejor Defensor de la Discapacidad» por SF Weekly en 2015.

## Biografía
Belo Cipriani nació en junio de 1980 en Guatemala. Su padre era originario de Brasil y su madre era italiana. Cipriani viajó con sus padres a Brasil, Perú, México y Canadá antes de que la familia se estableciera en San José, California, cuando Cipriani tenía siete años.
Cipriani asistió a la escuela secundaria Overfelt en el este de San José. En 1998, se matriculó en la Universidad Notre Dame de Namur en Belmont, California. Se graduó como Licenciado en Ciencias en Sistemas de Información en 2001. Regresó a la Universidad Notre Dame de Namur en 2008, donde estudió con la poeta Jacqueline Berger y el escritor de ficción Kerry Dolan. Obtuvo una Maestría en Bellas Artes en 2010. También recibió una Maestría en Artes en Cultura y Espiritualidad de la Holy Names University en 2012, y un Doctorado en Educación (EdD) en Liderazgo Organizacional de la University of the Pacific en 2019.

## Carrera
Cipriani comenzó su carrera como reclutador técnico y consultor de personal con sede en San Francisco, trabajando con empresas como Google, Levi Strauss & Co. y Lucasfilm.
A la edad de 26 años, Cipriani trabajaba como consultor senior de personal técnico para Wells Fargo cuando fue atacado el 13 de abril de 2007, en el Distrito Castro de San Francisco, un conocido barrio LGBT. Sufrió heridas que le provocaron daño en los nervios, dejándolo completamente ciego. Los atacantes de Cipriani fueron posteriormente identificados y arrestados; sin embargo, debido a la falta de pruebas físicas, nunca se presentaron cargos. Posteriormente interpuso una demanda civil.
En 2018 fundó la editorial Oleb Books, que se centra en publicar escritores con discapacidad. También es el director ejecutivo de Oleb Media, una empresa de inclusión digital. Actualmente trabaja como estratega de inclusión digital y defensor de la discapacidad, y fue designado miembro del Consejo de Discapacidad de Minnesota por el gobernador Tim Walz en 2020.

### Carrera literaria
La carrera literaria de Cipriani comenzó cuando se publicó su primer libro en 2011. Blind: A Memoir es una autobiografía de no ficción que narra los acontecimientos que rodearon el ataque y su recuperación. Cipriani sufrió daños irreparables en el nervio retiniano tras recibir múltiples golpes en la cara. Las memorias de Cipriani recibieron la Mención Honorífica de los Premios LGBT Rainbow en 2012 por «Mejor Novela Debut» y «Mejor No Ficción». Las memorias de Cipriani recibieron la Mención Honorífica de los Premios LGBT Rainbow en 2012 por «Mejor Novela Debut» y «Mejor No Ficción». También recibió una mención honorífica de los Premios del Libro Eric Hoffer (2012).
Cipriani, un ex ingeniero de sistemas y reclutador técnico, conoció una tecnología de asistencia para personas con discapacidad visual llamada JAWS (Jobs Access With Speech) que utiliza voz sintetizada y braille para permitir que las personas con discapacidad visual lean la información tal como se muestra en la pantalla de una computadora. Cipriani también utiliza una grabadora digital para documentar sus pensamientos y utiliza una aplicación que le lee lo que está escribiendo en su computadora portátil. Con el uso de tecnología de asistencia, Cipriani ha podido reinventarse como escritor y continuar con su columna. Cipriani es columnista del Bay Area Reporter y escribe «Seeing in the Dark», una columna mensual que analiza su vida como hombre ciego y homosexual en San Francisco, California. En 2017 recibió una mención honorífica del Premio de Periodismo Katherine Schneider a la Excelencia en la Información sobre Discapacidad. Como parte de la nominación, el juez Tony Coelho calificó a Cipriani como una «voz importante» en la escritura sobre discapacidad. También presenta un segmento semanal de un programa de entrevistas donde comparte consejos y recomendaciones sobre cambios profesionales. El programa de entrevistas, «Ponte a trabajar», es una continuación de su antigua columna de consejos profesionales.
Cipriani es becario de la Lambda Literary Foundation 2011 en la categoría de no ficción. (Estándar) También fue escritor residente en 2012 para la Residencia de Escritura de la Fundación Yadda, y escritor residente de la Universidad Holy Names de 2012 a 2014, donde comenzó a enseñar cursos de escritura para el campus de la Universidad Holy Names en Oakland, California. En 2014 se publicó el libro de Cipriani, Midday Dreams a short story. En 2018 fundó la editorial Oleb Books, que se centra en publicar escritores con discapacidad. También es el director ejecutivo de Oleb Media, una empresa que cumple con la ADA.
En 2018 se publicó el segundo libro de Cipriani, Firsts: Coming of Age Stories by People with Disabilities, que es una antología que analiza los ritos de paso a través de la lente de la discapacidad. Kirkus Reviews escribió sobre el libro que contiene «autorretratos poderosos e íntimos de escritores que tienen mucho que enseñar a los lectores».
En 2018, Cipriani se unió a la Universidad Estatal Metropolitana como miembro del cuerpo docente comunitario en el departamento de Escritura Creativa.

## Activismo
Cipriani es un defensor de la igualdad de derechos para las comunidades LGBT, discapacitadas y de minorías étnicas. Se le ha denominado «la voz» de la comunidad LGBT. Cipriani fue el primer candidato ciego para el cargo de Gran Mariscal Comunitario del Desfile del Orgullo Gay en San Francisco.
Ha sido un orador principal de la Ley de Estadounidenses con Discapacidades de San Francisco y también es portavoz de la Asociación de Perros Guía para Ciegos. Cipriani también ha sido el orador principal en varios eventos de concientización y defensa de la comunidad. Fue el orador principal en la Universidad de San Francisco durante el Mes Nacional de Concientización sobre Discapacidades y el Mes de la Herencia Hispana en la Universidad de Yale.
Cipriani fue elegido Gran Mariscal de la Comunidad para la 45.ª Celebración y Desfile Anual del Orgullo LGBT de San Francisco en 2015, siendo la primera persona ciega en ese rol. En junio de 2015, el Huffington Post nombró a Cipriani como uno de los cinco agentes de cambio por su defensa y servicio comunitario.

## Vida personal
Cipriani es un artista marcial y entrena Capoeira con Mestre Acordeon y es uno de los únicos artistas de Capoeira ciegos en el mundo.
El perro guía de Cipriani, Madge, un labrador amarillo, ha aparecido en muchos de sus escritos y ha sido fotografiado en periódicos locales y nacionales. Madge se retiró en agosto de 2013 con una despedida organizada por la Holy Names University. Oslo, un labrador negro, es el segundo perro guía de Cipriani.

## Reconocimiento
En 2017, Cipriani fue nombrado estrella de ABC7.